# گری لیدی غرق شده
گری لیدی داون یا زیردریایی گری لیدی غرق شد (به انگلیسی: Gray Lady Down) فیلمی محصول سال ۱۹۷۸ و به کارگردانی دیوید گرین است. در این فیلم بازیگرانی همچون چارلتون هستون، دیوید کارادین، استیسی کیچ، ند بیتی، رانی کاکس، استیون مک‌هتی، رزمری فورسایت، دوریان هاروود، چارلز سیوفی، ویلیام جردن، مایکل اوکیف، چارلز رابینسون، کریستوفر ریو، رابرت سیموندز و چارلز سایفرس ایفای نقش کرده‌اند.